# 長谷川直敏

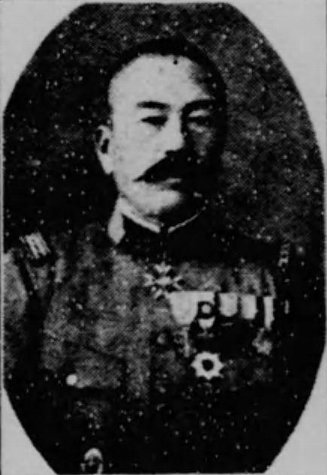
長谷川直敏

長谷川 直敏（はせがわ なおとし、1873年（明治6年）4月8日 - 1953年（昭和28年）2月13日）は、日本陸軍の軍人。最終階級は陸軍中将。旧名、西村直次郎。

## 経歴
京都府出身。西村八右衛門の二男として生れ、医師・長谷川真敏の養子となる。平安義黌を経て、1895年（明治28年）2月、陸軍士官学校（6期）を卒業。同年5月、歩兵少尉に任官し歩兵第9連隊付となる。翌月、乙未戦争（台湾）に出征した。中央幼年学校生徒隊付などを経て、歩兵第8連隊中隊長として日露戦争に出征。1904年（明治37年）5月、戦傷を受け、同年9月、歩兵第7旅団参謀となった。日露戦争のため中退した陸軍大学校に復校し、1907年（明治40年）11月、陸大（19期）を卒業した。
以後、参謀本部出仕、参謀本部員、第10師団参謀、仙台連隊区司令官などを歴任し、1916年（大正5年）4月、陸軍大佐に昇進し歩兵第20連隊長に就任。第10師団参謀長を経て、1920年（大正9年）5月、陸軍少将に進級し陸軍中央幼年学校長に就任。陸士予科校長、陸士本科長を歴任し、陸軍省人事局長となり1924年（大正13年）12月、陸軍中将に進んだ。1926年（大正15年）3月、第10師団長に親補され、近衛師団長、東京警備司令官を務め、1930年（昭和5年）12月に待命となり、翌年1月、予備役に編入された。
1947年（昭和22年）11月28日、公職追放仮指定を受けた。

## 栄典
位階
- 1895年（明治28年）11月15日 - 正八位[2]
- 1897年（明治30年）12月15日 - 従七位[3]
- 1925年（大正14年）1月31日 - 従四位[4]

勲章等
- 1915年（大正4年）4月24日 - 勲三等瑞宝章[5]
- 1925年（大正14年）1月27日 - 勲二等瑞宝章[6]
- 1940年（昭和15年）8月15日 - 紀元二千六百年祝典記念章[7]

## 親族
- 妻 長谷川こと 八木下純（陸軍少将）の娘
- 三男 長谷川熙敏（陸軍少佐）
- 娘婿 篠塚義男（陸軍中将）・四手井綱正（陸軍中将）